# Княжество Капуа
Княжество Капуа (на латински: Principatus Capuae or Capue; на италиански: Principato di Capua) е лангобардска държава в Южна Италия, която съществува и по време на норманите.

## Основаване
Графовете или гасталдите на Капуа са до ранните 840-те години васали на Херцогство Беневенто. След това гасталд Ландулф започва да се стреми за независимост, както Княжество Салерно малко преди това се обявява за самостоятелно. След десетгодишна гражданска война територията става независима.

## Списък на лангобардските князе в Капуа
- 840 – 843 Ландулф I Стари
- 843 – 861 Ландо I син
- 861 – 861 Ландо II син
- 861 – 862 Пандо син на Ландулф I
- 862 – 863 Панденулф син
- 863 – 879 Ландулф II син на Ландулф I
- 879 – 882 Панденулф
- 882 – 885 Ландо III син на Ланденулф от Теано, син на Ландулф I
- 885 – 887 Ланденулф I брат
- 887 – 910 Атенулф I син (херцог на Беневенто)
  - 901 – 910 Ландулф III син (херцог Ландулф I на Беневенто)

910 Беневенто и Капуа се обединяват.
- 910 – 943 Ландулф III
  - 911 – 940 Атенулф II брат (херцог на Беневенто)
  - 940 – 943 Ландулф IV Червения син на Ландулф III (херцог Ландулф II на Беневенто)
  - 933 – 943 Атенулф III Каринола брат (херцог на Беневенто)
- 943 – 961 Ландулф IV Червения
  - 943 – 961 Пандулф I Желязната Глава син (херцог на Беневенто)
  - 959 – 961 Ландулф V брат (херцог Ландулф III на Беневенто)
- 961 – 968 Ландулф V
- 961 – 981 Пандулф I Желязната глава, сърегент на брат си
  - 968 – 981 Ландулф VI син (херцог Ландулф IV на Беневенто)

982 княжествата се разделят от Пандулф Желязната Глава.
- 981 – 982 Ландулф VI
- 982 – 993 Ланденулф II брат
- 993 – 999 Лаидулф брат
- 999 – 999 Адхемар
- 999 – 1007 Ландулф VII от Сант Агата син на Ландулф V
- 1007 – 1022 Пандулф II Черния син
  - 1009 – 1014 Пандулф III брат на Ландулф VII (Херцог Пандулф II на Беневенто)
- 1016 – 1022 Пандулф IV син (наричан Вълкът на Абруция)
- 1022 – 1026 Пандулф V (граф на Теано)
- 1026 – 1038 Пандулф IV
- 1038 – 1047 Гуаимар IV от Салерно
- 1047 – 1050 Пандулф IV
- 1050 – 1057 Пандулф VI син
- 1057 – 1058 Пандулф VIII брат

## Нормански князе на Капуа
Тези князе произлизат от Асклетин Дренго, първият граф на Ачеренца и от Аверса
- 1058 – 1078 Ричард I
- 1078 – 1091 Йордан I син на Ричард I
- 1091 – 1106 Ричард II син на Йордан I
  - 1092 – 1098 Ландо IV
- 1106 – 1120 Роберт I син на Йордан I
- 1120 – 1120 Ричард III син на Роберт I
- 1120 – 1127 Йордан II син на Йордан I
- 1127 – 1156 Роберт II син на Йордан II
  - 1135 – 1144 Алфонсо, кандидат на Рожер II, крал на Сицилия
  - 1144 – 1154 Вилхелм I Лошия, кандидат на Рожер II, крал на Сицилия 1154
- 1154 – 1166 Роберт, син на Вилхелм I
- 1166 – 1172 Хайнрих, син на Вилхелм I (като Апанаж)